# راسکین، بریتیش کلمبیا
راسکین (به انگلیسی: Ruskin) یک روستای به‌طور طبیعی مشجر است در حدود ۵۵ کیلومتری (۳۵ مایلی) شرق ونکوور در بریتیش کلمبیای کانادا که در ساحل شمالی رود فریزر واقع شده‌است.
این روستا در حدود ۱۹۰۰ به افتخار منتقد هنری، مقاله‌نویس و متفکر اجتماعی برجسته انگلیسی، جان راسکین نامگذاری شده‌است.